# 레장들리
레장들리(Les Andelys, fr; 노르만: Les Aundelys)는 프랑스 북부 외르 데파르트망의 노르망디에 있는 코뮌이다.

## 지리
센강에 위치하며, 에브뢰에서 북동쪽으로 약 35 km (22 mi) 떨어져 있다.
이 코뮌은 그랑탕들리(센 강에서 약 .8 킬로미터 (0.5 mi) 떨어진 곳에 위치)와 프티탕들리(센 강 오른쪽에 위치)의 두 부분으로 나뉜다.

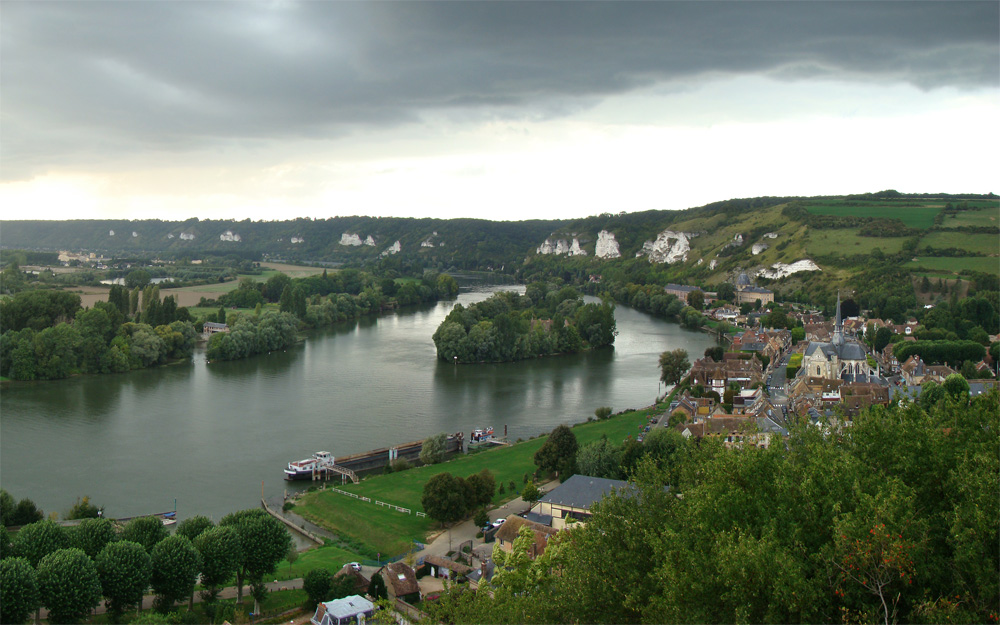
샤토 가야르 전망대에서 본 파노라마

## 역사
전통에 따르면 6세기에 설립된 그랑탕들리에는 13세기, 14세기, 15세기에 지어진 교회가 있는데, 일부는 후기 고딕 양식과 르네상스 건축의 훌륭한 예이다. 내부의 예술 작품으로는 후기 시대의 스테인드글라스가 포함된다. 다른 흥미로운 건물로는 16세기 전반기에 지어진 오텔 뒤 그랑 세르와 치유력이 있다고 여겨져 순례의 대상이 되는 샘물 근처의 생트클로틸드 예배당이 있다. 그랑탕들리에는 이곳 출신인 니콜라 푸생의 동상이 있다. 프티탕들리는 현재는 폐허가 되었지만 한때 프랑스에서 가장 강력한 요새 중 하나였던 샤토 가야르가 서 있는 언덕 기슭에서 생겨났다. 이 성은 12세기 말 리처드 1세가 노르만 국경을 보호하기 위해 지었으며, 1204년 프랑스에 점령당했고 1449년 최종적으로 프랑스 소유가 되었다. 프티탕들리의 생 소뵈르 교회 또한 12세기 말에 지어졌다.

## 인구
| 연도 | 인구  | ±% p.a. |
| ---- | ----- | ------- |
| 1793 | 5,140 | —       |
| 1800 | 5,160 | +0.06%  |
| 1806 | 5,048 | −0.37%  |
| 1821 | 5,016 | −0.04%  |
| 1831 | 5,168 | +0.30%  |
| 1836 | 5,085 | −0.32%  |
| 1841 | 5,345 | +1.00%  |
| 1846 | 5,000 | −1.33%  |
| 1851 | 5,161 | +0.64%  |
| 1856 | 5,026 | −0.53%  |
| 1861 | 5,137 | +0.44%  |
| 1866 | 5,161 | +0.09%  |
| 1872 | 5,379 | +0.69%  |
| 1876 | 5,574 | +0.89%  |
| 1881 | 5,474 | −0.36%  |
| 1886 | 5,423 | −0.19%  |
| 1891 | 6,040 | +2.18%  |
| 1896 | 5,923 | −0.39%  |

| 연도 | 인구  | ±% p.a. |
| ---- | ----- | ------- |
| 1901 | 5,715 | −0.71%  |
| 1906 | 5,514 | −0.71%  |
| 1911 | 5,530 | +0.06%  |
| 1921 | 5,237 | −0.54%  |
| 1926 | 5,396 | +0.60%  |
| 1931 | 5,366 | −0.11%  |
| 1936 | 5,529 | +0.60%  |
| 1946 | 5,238 | −0.54%  |
| 1954 | 5,648 | +0.95%  |
| 1962 | 6,090 | +0.95%  |
| 1968 | 7,053 | +2.48%  |
| 1975 | 8,196 | +2.17%  |
| 1982 | 8,124 | −0.13%  |
| 1990 | 8,455 | +0.50%  |
| 1999 | 9,047 | +0.75%  |
| 2007 | 8,208 | −1.21%  |
| 2012 | 8,179 | −0.07%  |
| 2017 | 8,056 | −0.30%  |

|  | 이 그래프는 더 이상 지원되지 않는 레거시 그래프 확장 기능을 사용하고 있습니다. 새로운 차트 확장 기능으로 변환해야 합니다. |

## 명소
- 샤토 가야르, 중세 성, 레장들리에 위치한다.[5]
- 13-17세기 그랑탕들리 노트르담 교회[6]

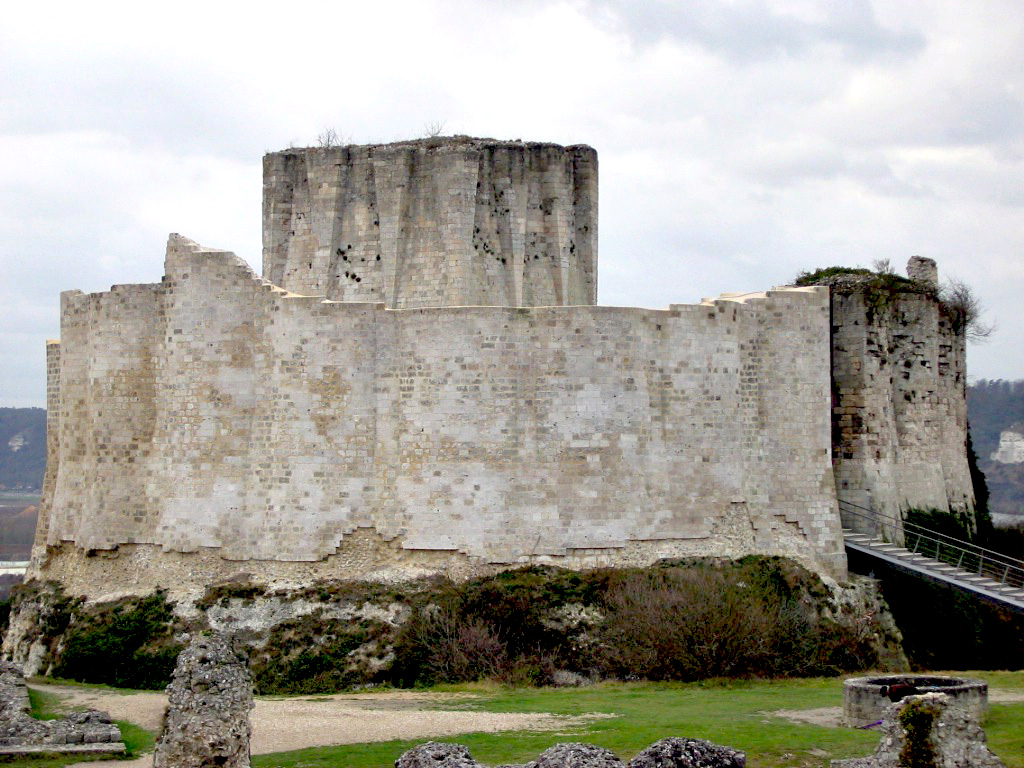
샤토 가야르, 돈전

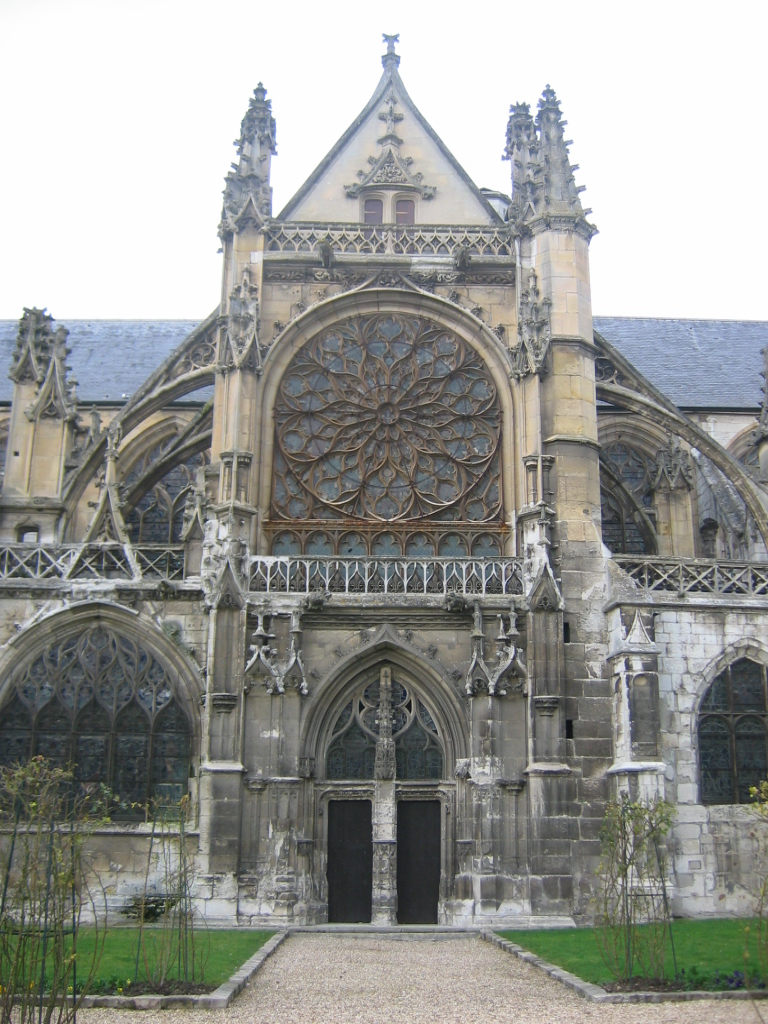
노트르담 교회

- 13세기 프티탕들리 생 소뵈르 교회[7]
- 성녀 클로틸디스의 기적의 샘
- 센강 변
- 프티탕들리의 목골 주택들

## 유명 인물
레장들리에서 태어난 사람:
- 아드리안 투르네뷔 (1512–1565), 고전학자.[8]
- 니콜라 푸생 (1594–1665), 화가.[9]
- 장피에르 블랑샤르 (1753–1809), 열기구 비행사, 최초로 기구를 타고 영국 해협을 건넌 사람
- 샤를 조슈아 채플린 (1825–1891), 화가
- 앙리 토레스 (1891–1966), 변호사, 정치인, 작가
- 존 우드로프 경 (1865–1936), 인도 철학과 탄트라에 대한 변호사이자 작가, 1920년부터 사망할 때까지 이곳에서 거주했다.

## 같이 보기
- 외르주의 코뮌 목록
- 루비에 조약